# BAFTA-galan 2019
BAFTA-galan 2019 var den 72:a upplagan av British Academy Film Awards som belönade insatser i filmer som visades i Storbritannien 2018 och sändes från Royal Albert Hall i London den 10 februari 2019 av BBC One. Joanna Lumley var årets värd för andra gången i rad. Galan direktsändes även på TV4 Play.

## Vinnare och nominerade
Nomineringarna tillkännagavs den 9 januari 2019. Vinnarna listas i fetstil.

### BAFTA Fellowship
- Thelma Schoonmaker

### Enastående insats för brittisk film
- Number 9 Films

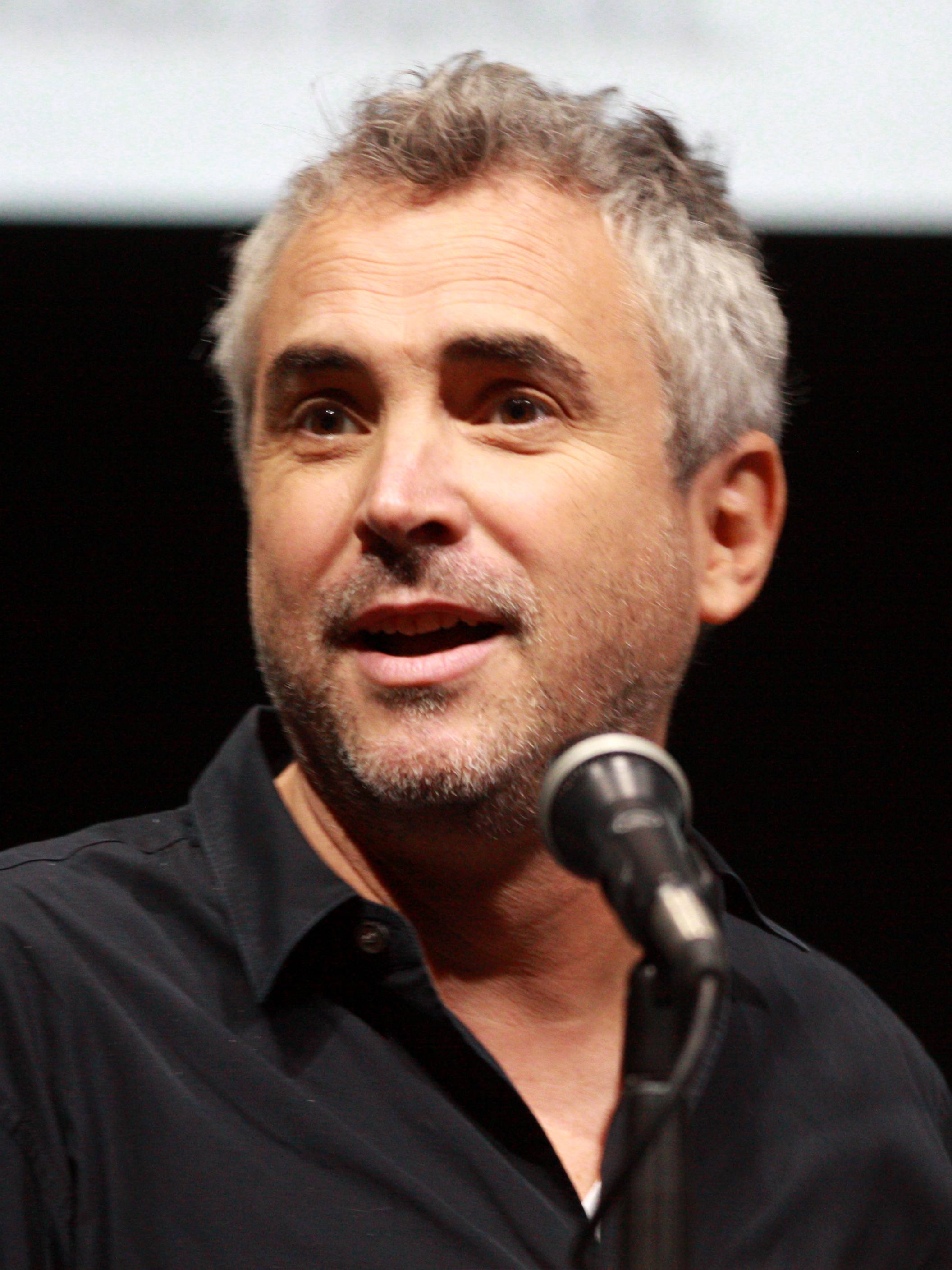
Alfonso Cuarón
Bästa regi och Bästa foto

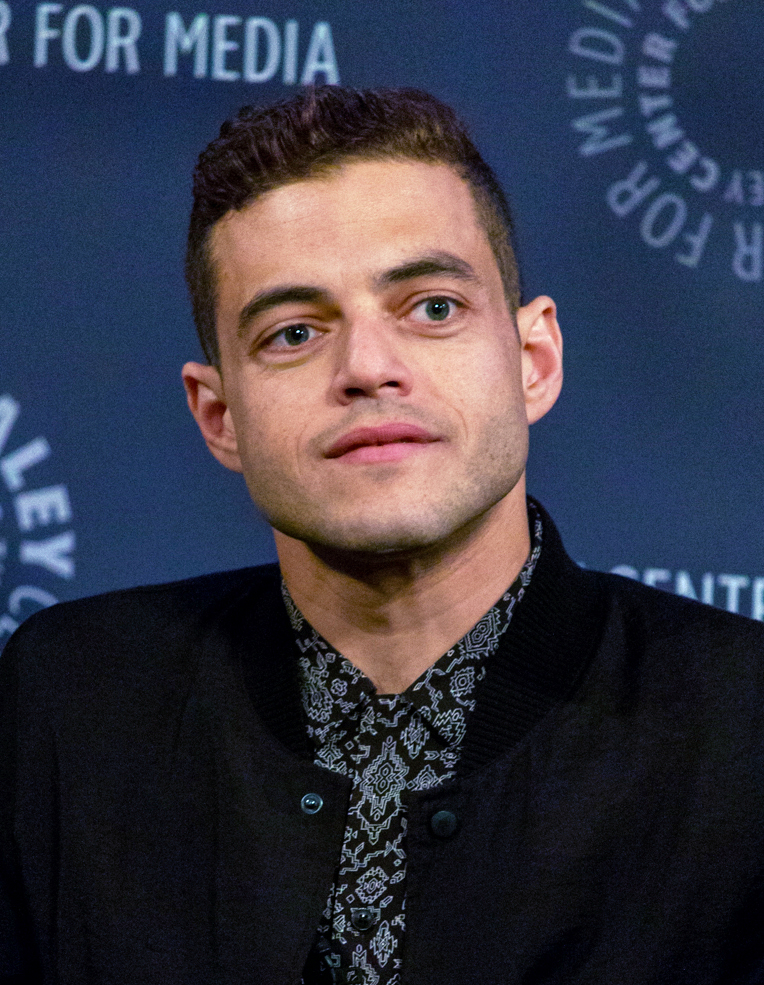
Rami Malek
Bästa manliga huvudroll

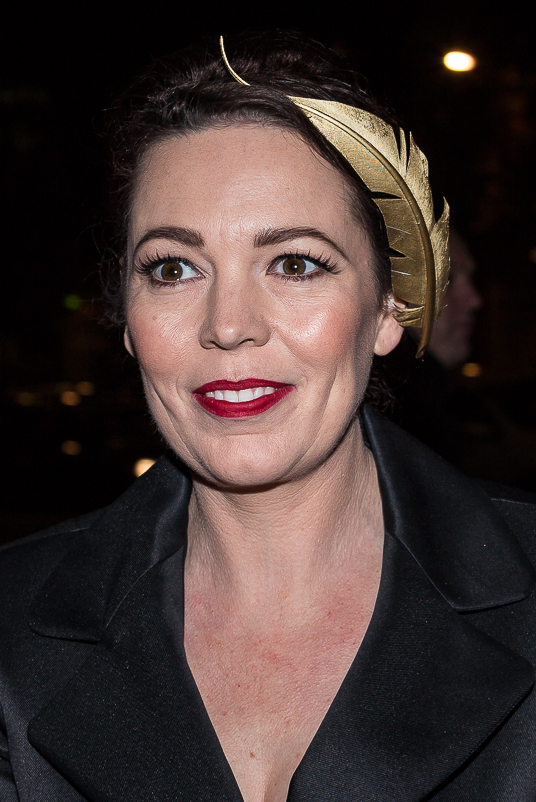
Olivia Colman
Bästa kvinnliga huvudroll

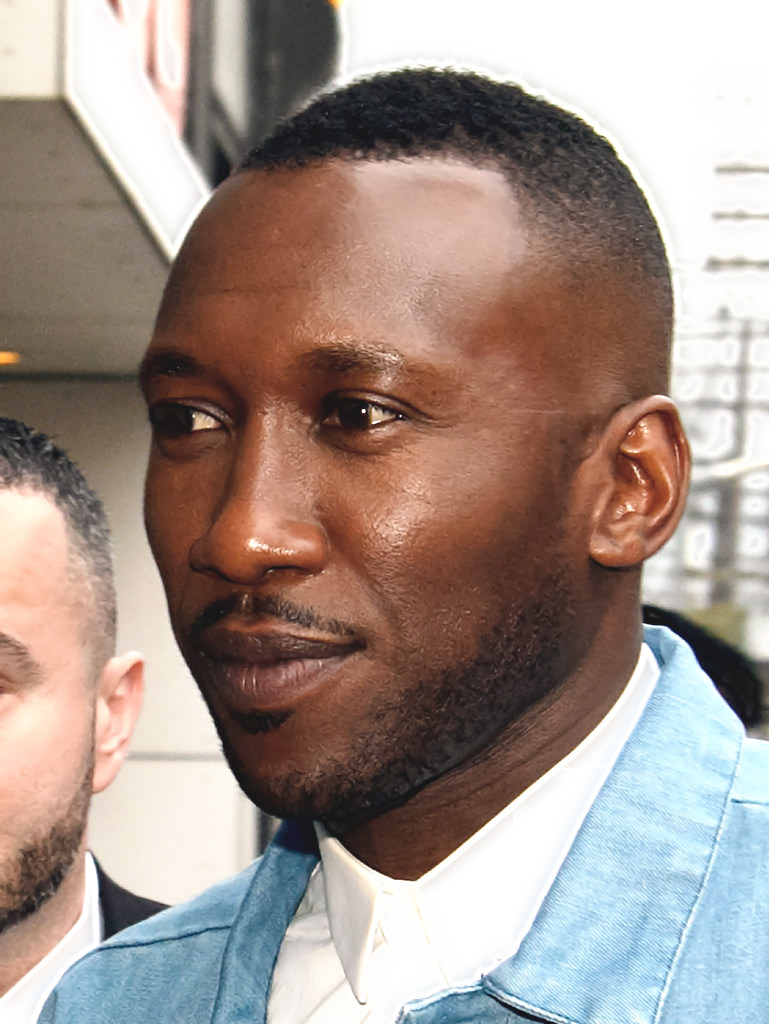
Mahershala Ali
Bästa manliga biroll

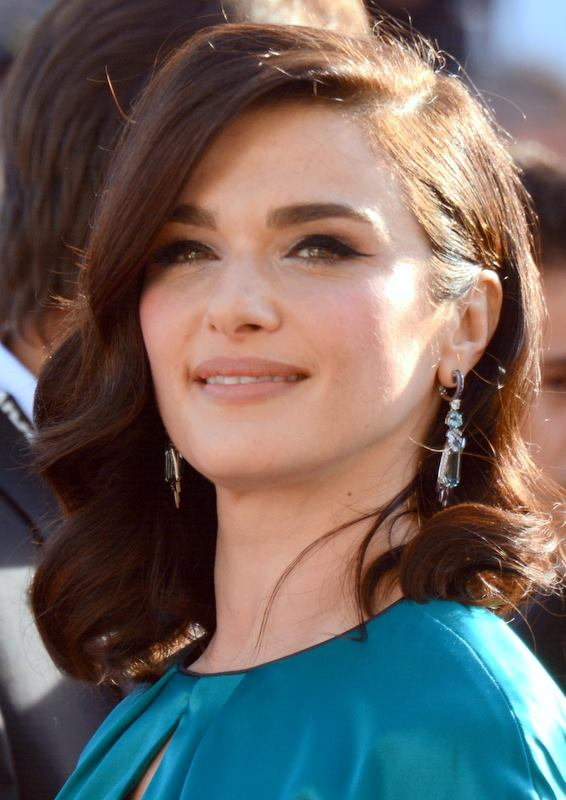
Rachel Weisz
Bästa kvinnliga biroll

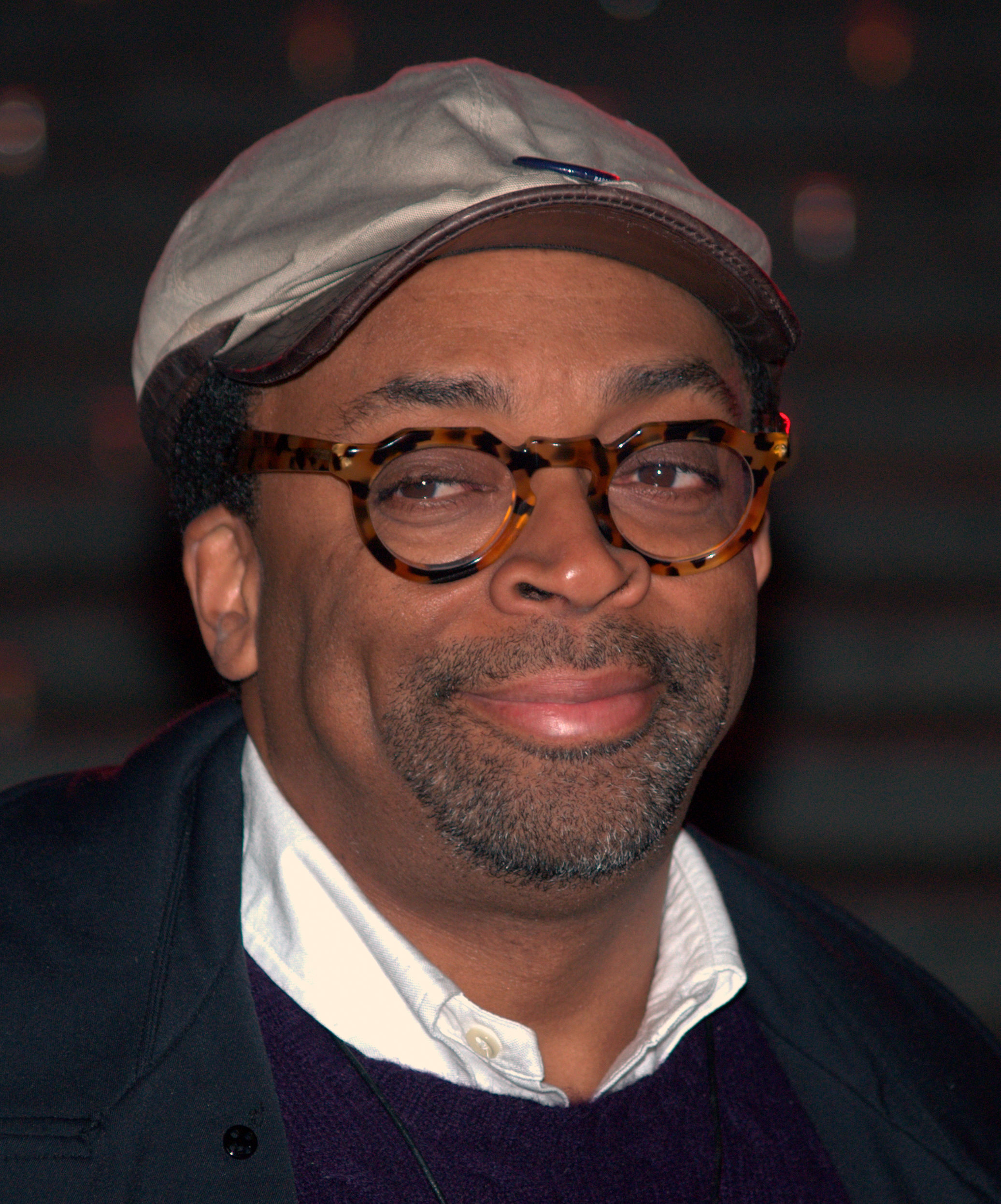
Spike Lee
Bästa manus efter förlaga

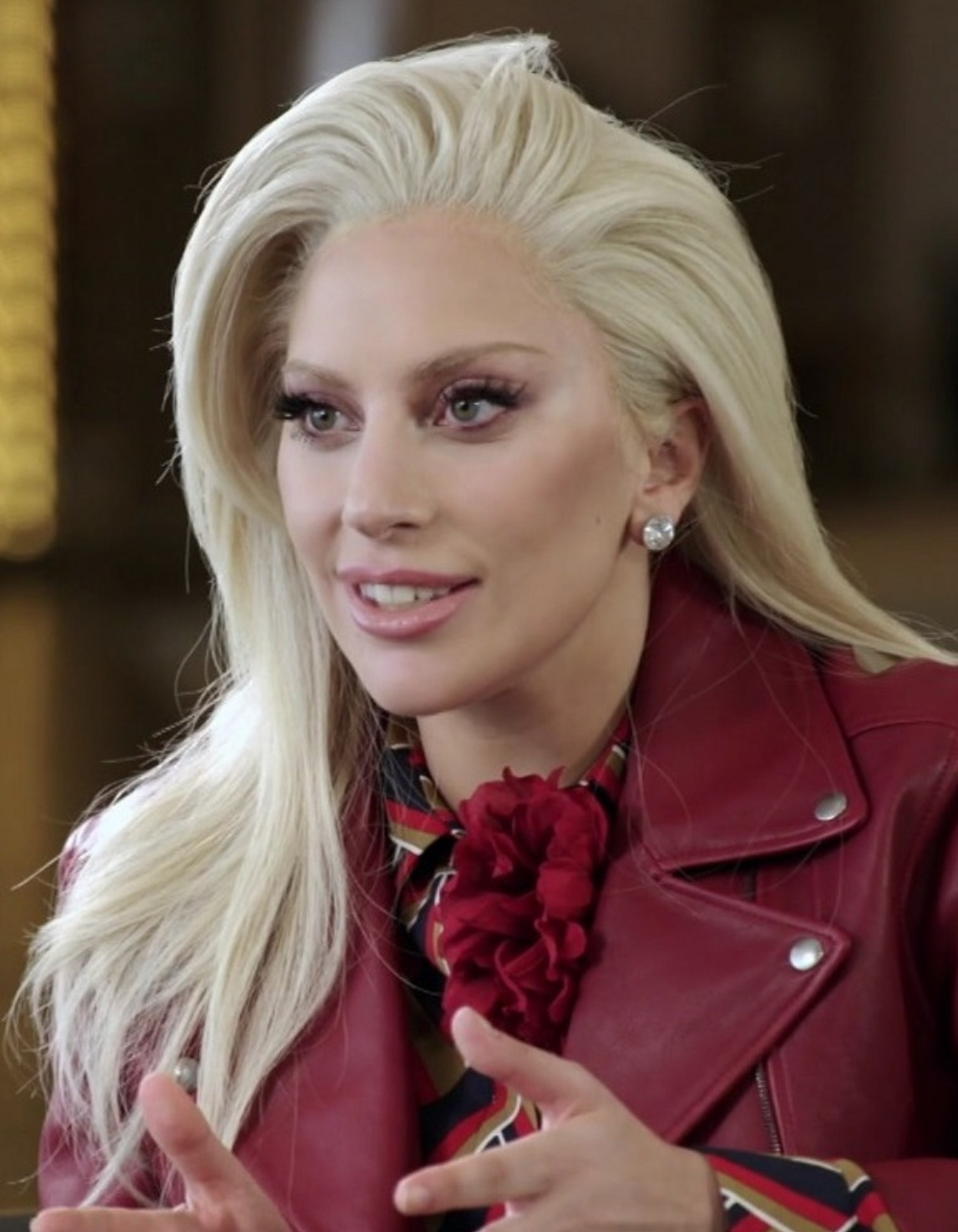
Lady Gaga
Bästa filmmusik

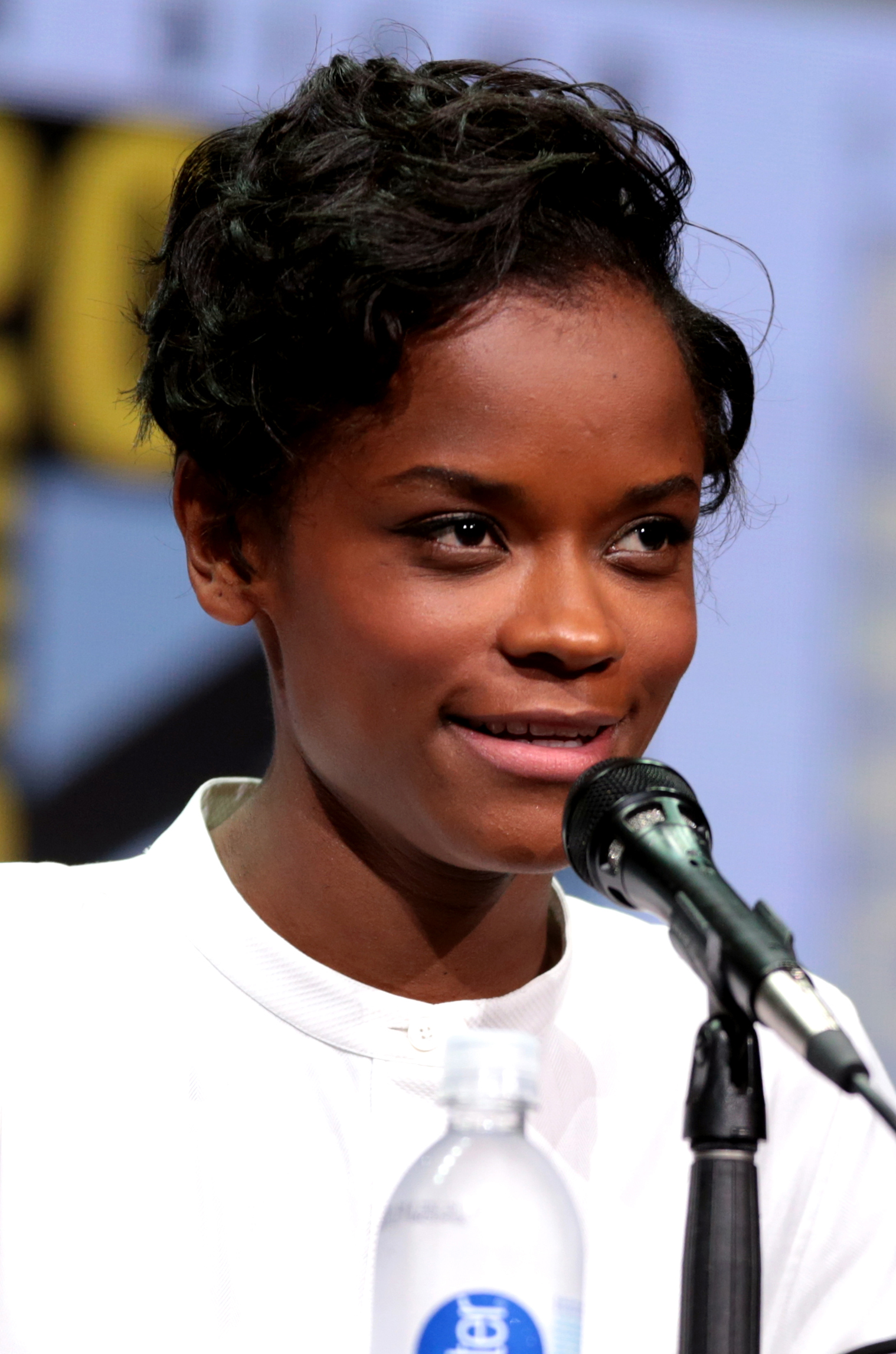
Letitia Wright
Rising Star Award

| Bästa film - Roma – Alfonso Cuarón och Gabriela Rodríguez - BlacKkKlansman – Jason Blum, Spike Lee, Raymond Mansfield, Sean McKittrick och Jordan Peele - The Favourite – Ceci Dempsey, Ed Guiney, Yorgos Lanthimos och Lee Magiday - Green Book – Jim Burke, Brian Hayes Currie, Peter Farrelly, Nick Vallelonga och Charles B. Wessler - A Star Is Born – Bradley Cooper, Bill Gerber och Lynette Howell Taylor                                                                                         | Bästa regi - Alfonso Cuarón – Roma - Bradley Cooper – A Star Is Born - Yorgos Lanthimos – The Favourite - Spike Lee – BlacKkKlansman - Paweł Pawlikowski – Cold War |
| Bästa manliga huvudroll - Rami Malek – Bohemian Rhapsody - Christian Bale – Vice - Steve Coogan – Helan & Halvan - Bradley Cooper – A Star Is Born - Viggo Mortensen – Green Book | Bästa kvinnliga huvudroll - Olivia Colman – The Favourite - Glenn Close – The Wife - Viola Davis – Widows - Lady Gaga – A Star Is Born - Melissa McCarthy – Can You Ever Forgive Me? |
| Bästa manliga biroll - Mahershala Ali – Green Book - Timothée Chalamet – Beautiful Boy - Adam Driver – BlacKkKlansman - Richard E. Grant – Can You Ever Forgive Me? - Sam Rockwell – Vice | Bästa kvinnliga biroll - Rachel Weisz – The Favourite - Amy Adams – Vice - Claire Foy – First Man - Margot Robbie – Mary Queen of Scots - Emma Stone – The Favourite |
| Bästa originalmanus - The Favourite – Deborah Davis och Tony McNamara - Cold War – Janusz Głowacki och Paweł Pawlikowski - Green Book – Brian Hayes Currie, Peter Farrelly och Nick Vallelonga - Roma – Alfonso Cuarón - Vice – Adam McKay | Bästa manus efter förlaga - BlacKkKlansman – Spike Lee, David Rabinowitz, Charlie Wachtel och Kevin Willmott - Can You Ever Forgive Me? – Nicole Holofcener och Jeff Whitty - First Man – Josh Singer - If Beale Street Could Talk – Barry Jenkins - A Star Is Born – Bradley Cooper, Will Fetters och Eric Roth |
| Bästa brittiska film - The Favourite – Yorgos Lanthimos, Ceci Dempsey, Ed Guiney, Lee Magiday, Deborah Davis och Tony McNamara - Beast – Michael Pearce, Kristian Brodie, Lauren Dark och Ivana MacKinnon - Bohemian Rhapsody – Bryan Singer, Graham King och Anthony McCarten - Helan & Halvan – Jon S. Baird, Faye Ward och Jeff Pope - McQueen – Ian Bonhôte, Peter Ettedgui, Andee Ryder och Nick Taussig - You Were Never Really Here – Lynne Ramsay, Rosa Attab, Pascal Caucheteux och James Wilson | Bästa icke-engelskspråkiga film - Roma – Alfonso Cuarón och Gabriela Rodríguez - Cold War – Paweł Pawlikowski, Tanya Seghatchian och Ewa Puszczyńska - Dogman – Matteo Garrone - Kapernaum – Nadine Labaki och Khaled Mouzanar - Shoplifters – Hirokazu Kore-eda och Kaoru Matsuzaki |
| Bästa animerade film - Spider-Man: Into the Spider-Verse – Bob Persichetti, Peter Ramsey, Rodney Rothman och Phil Lord - Isle of Dogs – Wes Anderson och Jeremy Dawson - Superhjältarna 2 – Brad Bird och John Walker | Bästa dokumentär - Free Solo – Elizabeth Chai Vasarhelyi och Jimmy Chin - McQueen – Ian Bonhôte och Peter Ettedgui - RBG – Julie Cohen och Betsy West - They Shall Not Grow Old – Peter Jackson och Clare Olssen - Three Identical Strangers – Tim Wardle, Grace Hughes-Hallett och Becky Read |
| Bästa debut av en brittisk manusförfattare, regissör eller producent - Beast – Michael Pearce och Lauren Dark - Apostasy – Daniel Kokotajlo - A Cambodian Spring – Chris Kelly - Pili – Leanne Welham och Sophie Harman - Ray & Liz – Richard Billingham och Jacqui Davies | Rising Star Award - Letitia Wright - Jessie Buckley - Cynthia Erivo - Barry Keoghan - Lakeith Stanfield |
| Bästa kortfilm - 73 Cows – Alex Lockwood - Bachelor, 38 – Angela Clarke - The Blue Door – Ben Clark, Megan Pugh och Paul Taylor - The Field – Sandhya Suri, Thomas Bidegain och Balthazar de Ganay - Wale – Barnaby Blackburn, Sophie Alexander, Catherine Slater och Edward Speleers | Bästa animerade kortfilm - Roughhouse – Jonathan Hodgson och Richard Van Den Boom - I'm OK – Elizabeth Hobbs, Abigail Addison och Jelena Popović - Marfa – Greg McLeod och Myles McLeod |
| Bästa filmmusik - A Star Is Born – Bradley Cooper, Lady Gaga och Lukas Nelson - BlacKkKlansman – Terence Blanchard - If Beale Street Could Talk – Nicholas Britell - Isle of Dogs – Alexandre Desplat - Mary Poppins kommer tillbaka – Marc Shaiman | Bästa ljud - Bohemian Rhapsody – John Casali, Tim Cavagin, Nina Hartstone, Paul Massey och John Warhurst - First Man – Mary H. Ellis, Mildred Iatrou, Ai-Ling Lee, Frank A. Montaño och Jon Taylor - Mission: Impossible – Fallout – Gilbert Lake, James Mather, Chris Munro och Mike Prestwood Smith - A Quiet Place – Erik Aadahl, Michael Barosky, Brandon Procter och Ethan Van der Ryn - A Star Is Born – Steve Morrow, Alan Robert Murray, Jason Ruder, Tom Ozanich och Dean A. Zupancic |
| Bästa produktionsdesign - The Favourite – Fiona Crombie och Alice Felton - Fantastiska vidunder: Grindelwalds brott – Stuart Craig och Anna Pinnock - First Man – Nathan Crowley och Kathy Lucas - Mary Poppins kommer tillbaka – John Myhre och Gordon Sim - Roma – Eugenio Caballero och Bárbara Enríquez | Bästa foto - Roma – Alfonso Cuarón - Bohemian Rhapsody – Newton Thomas Sigel - Cold War – Łukasz Żal - The Favourite – Robbie Ryan - First Man – Linus Sandgren |
| Bästa smink och hår - The Favourite – Nadia Stacey - Bohemian Rhapsody – Mark Coulier och Jan Sewell - Helan & Halvan – Mark Coulier och Jeremy Woodhead - Mary Queen of Scots – Jenny Shircore - Vice – Kate Biscoe, Greg Cannom, Patricia DeHaney och Chris Gallaher | Bästa kostym - The Favourite – Sandy Powell - The Ballad of Buster Scruggs – Mary Zophres - Bohemian Rhapsody – Julian Day - Mary Poppins kommer tillbaka – Sandy Powell - Mary Queen of Scots – Alexandra Byrne |
| Bästa klippning - Vice – Hank Corwin - Bohemian Rhapsody – John Ottman - The Favourite – Yorgos Mavropsaridis - First Man – Tom Cross - Roma – Alfonso Cuarón och Adam Gough | Bästa specialeffekter - Black Panther – Geoffrey Baumann, Jesse James Chisholm, Craig Hammack och Daniel Sudick - Avengers: Infinity War – Dan DeLeeuw, Russell Earl, Kelly Port och Daniel Sudick - Fantastiska vidunder: Grindelwalds brott – Tim Burke, Andy Kind, Christian Manz och David Watkins - First Man – Ian Hunter, Paul Lambert, Tristan Myles och J.D. Schwalm - Ready Player One – Matthew E. Butler, Grady Cofer, Roger Guyett och David Shirk                                |

### Filmer med flera vinster
| Vinster | Film              |
| ------- | ----------------- |
| 7       | The Favourite     |
| 4       | Roma              |
| 2       | Bohemian Rhapsody |

### Filmer med flera nomineringar
| Nomineringar | Film                                     |
| ------------ | ---------------------------------------- |
| 12           | The Favourite                            |
| 7            | Bohemian Rhapsody                        |
| 7            | First Man                                |
| 7            | Roma                                     |
| 7            | A Star Is Born                           |
| 6            | Vice                                     |
| 5            | BlacKkKlansman                           |
| 4            | Cold War                                 |
| 4            | Green Book                               |
| 3            | Can You Ever Forgive Me?                 |
| 3            | Helan & Halvan                           |
| 3            | Mary Poppins kommer tillbaka             |
| 3            | Mary Queen of Scots                      |
| 2            | Beast                                    |
| 2            | Fantastiska vidunder: Grindelwalds brott |
| 2            | If Beale Street Could Talk               |
| 2            | Isle of Dogs                             |
| 2            | McQueen                                  |